# 콤비나트
콤비나트(러시아어: Комбинат)는 서로 관련이 있는 몇 개의 기업을 결합하여 하나의 공업 지대를 이루어 생산 능률을 높이는 합리적인 기업 결합이다.
콤비네이션이라고도 하며, 흔히 종합공장, 결합기업, 결합생산, 혼합기업, 기업단체 등으로 번역한다.
러시아의 경우에는 크게 구별하여 다음과 같은 3가지 경제현상을 표현하는 말로 사용되고 있다.
- ‘생산기술이나 원재료 이용관계의 합리적인 연결을 추구한 생산단위’로서의 콤비나트로서 종합기업이라고 불리는 이른바 본질적인 의미의 콤비나트이다.
- ‘행정적 콤비나트’라고 불리며, 러시아(구 소련)가 제2차 5개년계획을 추진하기 위하여 1929∼1932년에 설치한 공업관리기구(현재는 없지만)의 한 호칭이었다.
- 제1, 제2보다도 훨씬 범위가 넓은 의미로서, 상호간 생산요소나 원자재를 보완하고 서로 의존하는 관계에 있는 공업지대나 지구(地區)가 결합하여 성립하는 경제복합체의 의미이다.[1]